# 158e méridien est
En géographie, le 158e méridien est est le méridien joignant les points de la surface de la Terre dont la longitude est égale à 158° est.

## Géographie

### Dimensions
Comme tous les autres méridiens, la longueur du 158e méridien correspond à une demi-circonférence terrestre, soit 20 003,932 km. Au niveau de l'équateur, il est distant du méridien de Greenwich de 17 588 km,.
Avec le 22e méridien ouest, il forme un grand cercle passant par les pôles géographiques terrestres.

### Régions traversées
En commençant par le pôle Nord et descendant vers le sud au pôle Sud, Le 158e méridien est passe par:
| Coordonnées           | Pays, territoire ou mer     | Notes |
| --------------------- | --------------------------- | --- |
| 90° 00′ N, 158° 00′ E | Océan Arctique              | |
| 76° 49′ N, 158° 00′ E | Russie                      | République de Sakha — Île Jeannette |
| 76° 46′ N, 158° 00′ E | Mer de Sibérie orientale    | |
| 71° 01′ N, 158° 00′ E | Russie                      | République de Sakha Tchoukotka — à partir de 67° 43′ N, 158° 00′ E République de Sakha — à partir de 67° 15′ N, 158° 00′ E Oblast de Magadan — à partir de 66° 07′ N, 158° 00′ E |
| 61° 44′ N, 158° 00′ E | Mer d'Okhotsk               | Golfe de Chelikhov |
| 57° 59′ N, 158° 00′ E | Russie                      | Kraï du Kamtchatka — Péninsule du Kamchatka |
| 51° 44′ N, 158° 00′ E | Océan Pacifique             | |
| 6° 49′ N, 158° 00′ E  | États fédérés de Micronésie | Atoll And — juste à l'ouest de l'île de Pohnpei |
| 6° 45′ N, 158° 00′ E  | Océan Pacifique             | Passe entre les îles de Sikopo et Kerehikapa, Îles Salomon (à 7° 26′ S, 158° 00′ E)                                                                                              |
| 7° 27′ S, 158° 00′ E  | Détroit de Nouvelle-Géorgie | |
| 8° 30′ S, 158° 00′ E  | Îles Salomon                | Îles de Marovo (en) et Vangunu |
| 8° 46′ S, 158° 00′ E  | Mer des Salomon             | |
| 11° 49′ S, 158° 00′ E | Mer de Corail               | Passe juste à l'ouest des Îles Chesterfield, Nouvelle-Calédonie (à 19° 37′ S, 158° 11′ E)                                                                                        |
| 29° 56′ S, 158° 00′ E | Océan Pacifique             | |
| 60° 00′ S, 158° 00′ E | Océan Austral               | |
| 69° 14′ S, 158° 00′ E | Antarctique                 | Territoire antarctique australien, partie de l'Antarctique revendiqué par l' Australie                                                                                           |